# Rockaway Park–Beach 116th Street (línea Rockaway)
 Rockaway Park – Beach 116th Street  es una estación en la línea Rockaway del metro de la ciudad de Nueva York, localizada en la intersección de la Calle 116 Beach y Rockaway Park en Queens.
La estación fue originalmente construida para el Ferrocarril de Long Island en el Ramal Rockaway Beach llamada Estación Rockaway Beach, y también tiene una parada para el tranvía Ocean Electric Railway, en la cual se tenía pensado expandir hacia Belle Harbor y Neponsit. En 1899 la estación fue enlargada para acomodar a los coches del Brooklyn Rapid Transit Company, y el nombre cambió a la estación Rockaway Park. En la primavera de 1917 se construyó una segunda estación para reemplazar la antigua estación. Para el 3 de octubre de 1955, todas las estaciones a lo largo del Ramal Rockaway Beach fueron adquiridas por la Autoridad de Tránsito de la Ciudad de Nueva York y fueron clausuradas para convertirlas en estaciones de metro. Rockaway Park-Calle 116 Beach abrió como una estación de metro el 28 de junio de 1956, como las otras estaciones de la línea Rockaway.

## Conexiones de autobuses
- Servicio local: Q21, Q22 y el Q35
- Servicio con paradas limitadas: Q53
- Servicio expreso de Manhattan: QM16